# 紀陟
紀 陟（き ちょく、生没年不詳）は、中国三国時代の呉の政治家。字は子上。揚州丹陽郡秣陵県の人。父は紀亮。子は紀孚・紀瞻。『三国志』呉志 三嗣主伝 注が引く『呉録』などに記述がある。

## 生涯
孫亮の時代に中書郎の職にあり、謀反の罪に問われた孫晧の父の孫和の取調べに当たった。この時、孫和に対し秘かに指示し堂々と弁明させたため、当時権力をもっていた孫峻に疎まれたという。
父が尚書令であったとき中書令にまで出世したため、朝会において二人の間に屏風が置かれたという逸話がある。後に地方に出て豫章太守となった。
当時の呉は孫晧へ代替わりしたばかりの時期で、交州を魏に奪われるなど弱体化していたため、魏は前に諸葛誕の乱のときに寿春で魏に降伏した元呉将の徐紹・孫彧に降伏勧告の手紙を持たせて呉に送った。元興2年（265年）3月、紀陟は光禄大夫として五官中郎将の弘璆と共に、魏の使者の送迎と孫晧から魏への返書を伴って使者となり赴いた。しかし、紀陟と弘璆が洛陽に着いて魏帝曹奐に接見したころ、ちょうど魏の相国司馬昭が亡くなったため、11月に2人は魏からおくり還された。
のちに、孫晧は孫和とつながりがあった者を全て東冶に強制移住させたが、紀陟だけは重用し、子の紀孚を都亭侯に採り立てている。

## 逸話
紀陟と弘璆は使者の役目をおおせつかって魏に赴いたが、国境を越えると、諱（皇帝の祖先の実名）を尋ね、国都に入るとその地の特別な風習について尋ねた。寿春の部将の王布は馬射をやってみせ、おわった後で「呉の方々もこうしたことがおできになるだろうか」と尋ねた。紀陟は「こうしたことは軍人や騎士たちがその職務として行うところです。士大夫やちゃんとした人物には、このようなことを行なう者はございません」と答えた。王布はひどく恥じ入った。
紀陟らが都に着くと、魏帝は彼らを引見し、接待役を通じて「こちらに来られる際、呉王（孫晧）の様子はいかがであったか」と尋ねた。 紀陟は「こちらに参ります際には、皇帝は親しく軒傍まで出御され、百官たちがお側にひかえて、別れの宴にお食事もよく進まれるようでございました」と答えた。司馬昭が彼らのために宴会を開いた。百官たちがすべて集うと、接待役を介して「あれは安楽王（劉禅）だ。あれは匈奴の単于（劉淵）だ」と告げ知らせさせた。紀陟は「西方の主君はその国土を失いましたが、君王（司馬昭）から礼遇を受け、三代の昔に異民族の主君が得たと同等の地位を得て、その義に感動せぬものとてございません。匈奴は辺境塞外の地にあって馴らしにくい国でございますのに、君王はこれをなつけよらせ、親しく座にはべらせておられます。これぞまことにご威勢ご慈愛が遠方の地にまではっきりと及んだことの証でございます」と答えた。司馬昭は「呉の防備はいかほどであるか」と重ねて尋ねた。紀陟は「西陵から江都にいたるまで五千七百里でございます」と答えた。司馬昭はさらに「それだけの距離があれば、堅固に守るのはむずかしかろう」と重ねて尋ねた。紀陟は「疆界線は長いとは申しましても、そのうちでも要害の地であって必ずその奪取が争われるという地点は、3つか4つにすぎません。それはちょうど人には八尺の身体があって、どこからでも病魔が入りこみそうなのですが、風邪をひかぬよう保護するのは数個ほどにすぎぬのと同様なのでございます」と答えた。司馬昭はこうした応対を善しとして、紀陟を厚く礼遇した。